# 久之浜町久之浜
久之浜町久之浜（ひさのはままち ひさのはま）は、福島県いわき市の大字である。郵便番号は979-0333。

## 地理
いわき市北東部の久之浜地区に属する。東側で太平洋に面し、南で久之浜町田之網、南西で大久町小久、北西で大久町大久、北で久之浜町金ケ沢とそれぞれ隣接する。概ね町村制施行以前の楢葉郡久之浜村の流れを汲む地域である。二級水系大久川下流域を主な範囲とする。国道6号とJR常磐線が南北に縦貫し、中心部のJR久ノ浜駅周辺から北東部の久之浜港にかけて久之浜地区の中心市街地が広がる。1984年に駅北東側にて久之浜西部土地区画整理事業が行われ、該当地域が久之浜町西として分離新設された。2011年3月11日に発生した東日本大震災による津波とそれに伴う火災により、沿岸部の市街地は壊滅的な被害を受けた。内郷御厩町に所在するいわき中央警察署及び四倉町に所在する平消防署四倉分署がそれぞれ管轄にあたる。

### 主な字
字
- 入大場
- 正蛇
- 川田
- 北田
- 館ノ山
- 代
- 代ノ下
- 立
- 西町尻

- 堀ノ内
- 後三松
- 前三松
- 新地
- 大場
- 鹿島越
- 北畑田
- 糠塚
- 南畑田

- 沢目
- 北町
- 東町
- 中町
- 九反坪
- 南荒蒔
- 北荒蒔
- 御前田
- 桂田

- 木ノ下
- 連郷
- 水上
- 柳町
- 籠内
- 立町
- 猫作
- 水深
- 後原

- 達中
- 前山
- 南町
- 中浜
- 岸内
- 犬松沢
- 中野
- 賤

### 河川
二級水系大久川水系
- 大久川
  - 小久川

## 歴史
- 1879年1月27日 - 幕府領久之浜村が福島県内における郡区町村制の施行により楢葉郡の村となる[4]。
- 1889年4月1日 - 町村制の施行により久之浜村が金ケ沢村、田之網村、末続村と合併し楢葉郡久之浜村が発足する。旧久之浜村域は久之浜村の大字となる。[4]。
- 1896年4月1日 - 郡の廃置分合により楢葉郡が、標葉郡と合併し、新たに双葉郡が発足し、双葉郡久之浜村となる[4]。
- 1902年6月1日 - 久之浜村が町制施行をし、双葉郡久之浜町の大字となる[4]。
- 1966年10月1日 - 久之浜村が平市・磐城市・常磐市・勿来市・内郷市、石城郡遠野町・四倉町・小川町・三和村・田人村・好間村、川前村、双葉郡大久村と合併しいわき市となり、いわき市久之浜地区の大字となる[4]。
- 1984年 - 久之浜西部土地区画整理事業に伴い、該当地域が久之浜町西として分離新設される[4]。

## 世帯数と人口
2023年10月31日現在の世帯数と人口は以下の通りである。
| 大字           | 世帯数  | 人口   |
| -------------- | ------- | ------ |
| 久之浜町久之浜 | 945世帯 | 1931人 |

## 小・中学校の学区
市立小・中学校に通う場合、学区は以下の通りとなる。
| 番地 | 小学校                     | 中学校                 |
| ---- | -------------------------- | ---------------------- |
| 全域 | いわき市立久之浜第一小学校 | いわき市立久之浜中学校 |

## 交通

### 港湾
- 久之浜港

### 鉄道
- JR常磐線
  - 久ノ浜駅

### 道路
- 国道6号久之浜バイパス
- 福島県道157号久之浜港線
- 福島県道161号久之浜停車場線
- 福島県道245号白岩久之浜線
- 福島県道246号折木筒木原久之浜線
- 福島県道395号四倉久之浜線（旧国道6号）

## 施設
- いわき市役所 久之浜・大久支所
- いわき市立久之浜中学校
- いわき市立久之浜第一小学校
- 久之浜浄水場
- 浜風きらら
- ダイソー いわき久之浜店
- 龍光寺
- 自在院
- 大聖寺
- 愛宕神社
- 星夏稲荷神社
- 稲荷神社